# Старый Аргабаш
Старый Аргабаш — деревня в Кизнерском районе Удмуртии, входит в Балдеевское сельское поселение. Находится в 15 км к юго-востоку от Кизнера, в 47 км к юго-западу от Можги и в 123 км к юго-западу от Ижевска.